# محمد عبيد (لاعب كرة قدم)
محمد عبيد ، لاعب كرة قدم إماراتي سابق.
و قد كان يلعب مع نادي الوصل.
و قد لعب مع منتخب الإمارات لكرة القدم.

## كأس الخليج 1984
و قد سجل هدف في مرمى منتخب البحرين لكرة القدم.